# コル・デ・モンテ線
コル・デ・モンテ線は、オート＝サヴォワ県のサン・ジェルヴェ・レ・バン(Saint-Gervais-Le Fayet)からシャモニーを経由してヴァロルシーヌ(Vallorcine) まで至る路線で、SNCFにより運行されている。

## 路線
路線長は36.5キロ、単線・電化（第三軌条方式）で、軌間は1,000mmである。最高所は、標高1,365メートルのコル・デ・モンテトンネルで、最急勾配は90‰に達し、粘着式鉄道としては世界最急である。
スイス方面への直通列車も運行されており、モンブラン・エキスプレスはサン・ジェルヴェからマルティニまで直通する。

## 利用状況
利用者数は年間約50万人であるが、夏の最繁忙期の1日1万人、冬のスキーシーズンの1日2,500人から、閑散期の1日500人まで、大きな差がある。また外国人などの観光客と、通学などの地元客の双方に利用されている。